# Бом
Бом (на нидерландски: Boom; на френски: Boom) е селище в Северна Белгия, провинция Антверпен. Разположено е край река Рьопел. Населението му е около 16 100 души (2006).